# Musopen
是设在美国加州塔扎纳的501(c)(3)非盈利机构，由Aaron Dunn于2005年发起，目标是以无版权的形式向公众免费提供音乐。

## 目标和行动
Musopen是一個以公有領域提供音樂作品的網上資料庫。雖然多數古典音樂樂譜的版權已失效並進入公有領域，但演奏並錄製成音樂的版權依然存在，Musopen的使命就是請人演奏這些樂譜並進行錄製，讓任何人可以自由下載、聆聽、使用或二次創作，而不需要支付版權費。
2008年，Musopen重新錄製32首貝多芬的鋼琴奏鳴曲，並放到公有領域上。
2010年，Musopen從Kickstarter募集到68,360美元雇用一支管弦樂隊來演奏古典音樂，這項工作在2012年7月完成，隨後錄製的音樂還被上傳到互联网档案馆。這些音樂的列表在2012年8月完成。
2013年9月，Musopen在Kickstarter发起新的募捐活动来录制弗雷德里克·肖邦完成的作品。募捐活动取得了成功，所获的资金比目标的75,000美元多出了15,000美元。

## 在线音乐库
Musopen网站采用类似于商业内容提供者的经营模式，即一部分内容免费发布，但增值下载要求会员费。活页乐谱可全部免费下载，而且录音可以通过HTML5或Flashplayer播放。免费用户可以下载录音，但仅限每天下载20首；会员缴纳年费55美元可不受限制的下载无损音乐；捐助者一年缴纳240美元可要求额外录音（2014年1月价格）。

## 外部連結
- Musopen
- Musopen託管在互联网档案馆的音樂檔案：MP3格式和多音轨高保真WAV格式（不適用於最終用戶）